# Cyclotrichium
Cyclotrichium es un género  de plantas fanerógamas perteneciente a la familia Lamiaceae. es originario del oeste de Asia. Comprende 10 especies descritas y de estas, solo 9 aceptadas.

## Taxonomía
El género fue descrito por (Boiss.) Manden. & Scheng. y publicado en Bot. Mater. Gerb. Bot. Inst. Komarova Akad. Nauk SSSR 15: 336. 1953. La especie tipo es: Dicrocaulon pearsonii N.E. Br.

## Especies aceptadas
A continuación se brinda un listado de las especies del género Cyclotrichium aceptadas hasta septiembre de 2014, ordenadas alfabéticamente. Para cada una se indica el nombre binomial seguido del autor, abreviado según las convenciones y usos.
- Cyclotrichium depauperatum (Bunge) Manden. & Scheng.
- Cyclotrichium glabrescens
- Cyclotrichium haussknechtii (Bunge) Manden. & Scheng.
- Cyclotrichium leucotrichum
- Cyclotrichium longifiorum
- Cyclotrichium niveum (Bunge) Manden. & Scheng.
- Cyclotrichium origanifolium
- Cyclotrichium stamineum
- Cyclotrichium straussii (Bornm.) Rech.f.